# Kalle Svensson
Karl-Oskar "Kalle" Svensson (født 11. november 1925, død 15. juli 2000) var en svensk fodboldspiller, der som målmand på det svenske landshold var med til at vinde sølv ved VM i 1958 på hjemmebane. 

## Karriere
Svensson spillede på klubplan det meste af sin karriere hos Helsingborgs IF, som han var tilknyttet i sammenlagt 16 sæsoner.
I 1952 blev Svensson kåret til Årets fodboldspiller i Sverige.
Han fik landsholdsdebut i en B-landskamp i 1945 mod Danmark, og var i 1946 udtaget til A-landsholdet, men blev forhindret på grund af sygdom. Han var også udtaget til truppen til OL i 1948 i London, men fik der ikke spilletid og dermed ikke guldmedalje, som kun blev givet til de spillere, der spillede i turneringen.
Han fik først A-landsholdsdebut i 1949, men derpå spillede han 72 landskampe til og med VM i 1958.
Han var således med til at vinde bronze ved VM i 1950, hvor han spillede så godt, at han fik tilnavnet Rio-Kalle. To år senere var han igen med det svenske landshold til OL, denne gang i Helsinki, hvor han var med til at vinde bronzemedaljer.
Han sluttede sin karriere ved VM på hjemmebane i 1958, hvor spillede alle fem kampe, der førte til de svenske sølvmedaljer. Han blev i 1956 den svensker, der havde spillet flest landskampe. Rekorden blev udbygget, til han stoppede, og den blev først overgået i 1963.